# 예열 플러그
디젤 엔진에서 예열 플러그 또는 글로 플러그(glow plug)는 추운 날씨에 엔진 시동을 돕는 데 사용되는 가열 장치이다. 이 장치는 끝에 전기 가열 요소가 있는 연필 모양의 금속 조각이다.
예열 플러그 시스템은 입구 매니폴드에 있는 단일 예열플러그 또는 실린더당 하나의 예열플러그로 구성된다. 구형 시스템에서는 운전자가 글로우 플러그 시스템을 수동으로 활성화하고 엔진을 시동하기 전에 약 20초를 기다려야 한다. 최신 시스템은 엔진이 시동되기 전에 예열 플러그를 자동으로 활성화하고 예열 시간이 더 빠르다.

## 같이 보기
- 줄 발열